# Luka Bukić
Luka Bukić (Zagabria, 20 aprile 1994) è un pallanuotista croato, attaccante del Jadran Spalato.

## Carriera
Debutta con il Mladost di Zagabria nel match contro il Sebenico valevole per la 12ª giornata della Lega Adriatica 2010-11. Nella stagione 2018-2019 passa alla squadra italiana della Pro Recco, che lascia dopo una sola stagione per tornare al Mladost. Nel 2021 si trasferisce allo Jadran Spalato.
Esordisce con la nazionale croata nel 2013, in occasione dei Giochi del Mediterraneo. Con la calottina della nazionale ha conquistato, tra le altre cose, due argenti olimpici, un oro mondiale ed un oro europeo.

## Palmarès

### Club

#### Trofei nazionali
- Campionato italiano: 1

Pro Recco: 2018-19
- Coppe Italia: 1

Pro Recco: 2018-19
- Campionato croato: 3

Mladost: 2020-21
Jadran Spalato: 2022-23, 2023-24
- Kup Hrvatske: 5

Mladost: 2010-2011, 2011-2012, 2019-2020, 2020-2021
Jadran Spalato: 2021-22
- Supercoppa di Croazia: 1

Jadran Spalato: 2023

#### Trofei internazionali
- Lega Adriatica: 1

Mladost: 2020

### Nazionale
- Olimpiadi

Rio de Janeiro 2016 
Parigi 2024: 
- Mondiali

Barcellona 2013: 
Kazan' 2015: 
Doha 2024: 
- Europei

Spalato 2022: 
Zagabria-Dubrovnik 2024: 
- Coppa del Mondo

Almaty 2014: 